# جوستين فاشانو
جوستين فاشانو (بالإنجليزية: Justin Fashanu)‏ مواليد 19 فبراير 1961 في لندن، إنجلترا - الوفاة 2 مايو 1998 في لندن، إنجلترا، كان لاعب كرة قدم إنجليزي كان يلعب في مركز الهجوم.

## المسيرة الاحترافية

### أندية لعب لها
- نورويتش سيتي
- أديلايد سيتي
- نوتينغهام فورست
- نادي ساوثهامبتون
- نوتس كاونتي
- برايتون أند هوف ألبيون
- مانشستر سيتي
- وست هام يونايتد